# New York State Museum
Das New York State Museum in Albany (New York) ist ein Museum für Naturgeschichte, Geologie, Anthropologie, Archäologie und Kunsthandwerk. Es liegt am Empire Plaza.

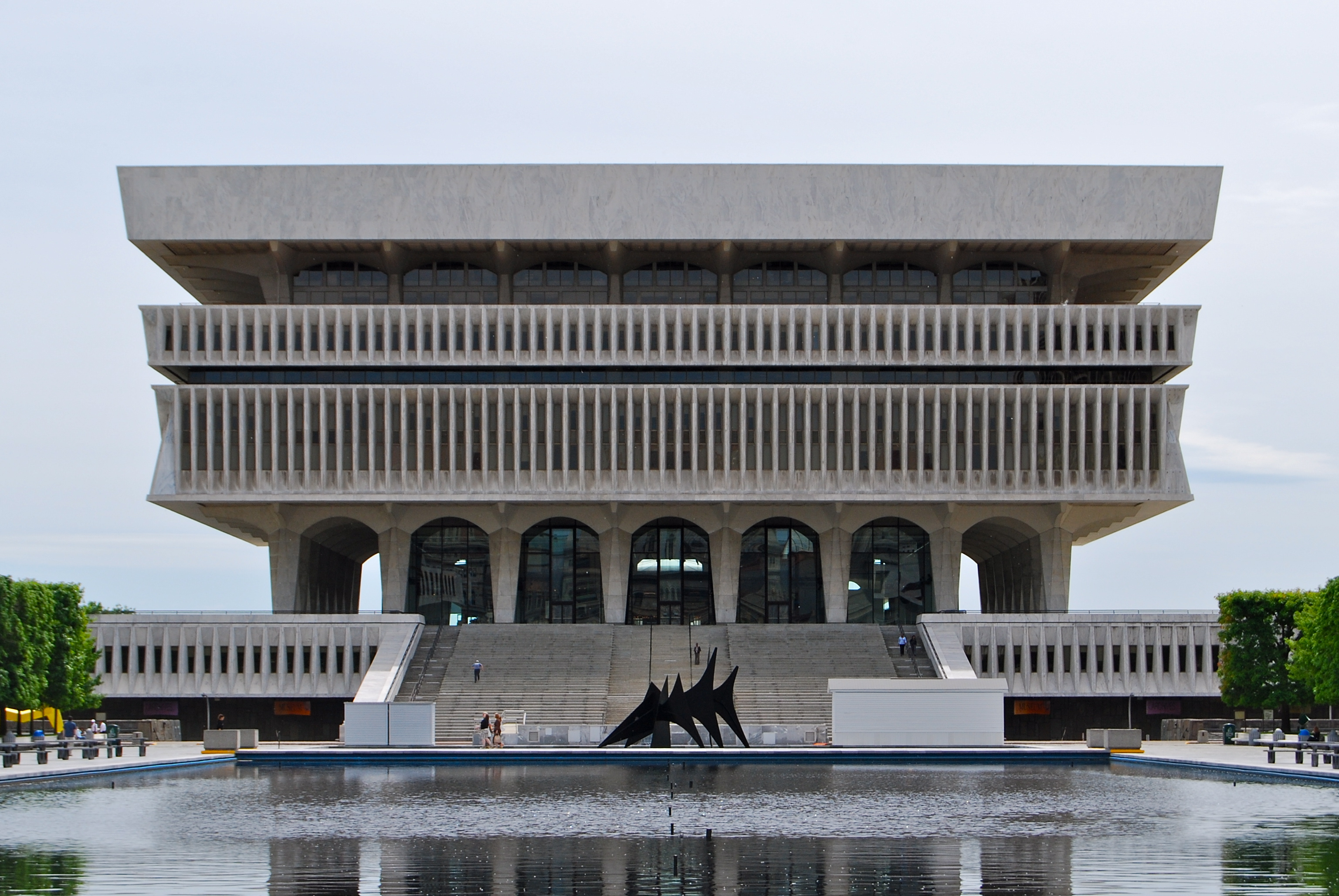
Cultural Education Center mit dem Museum

## Beschreibung
Seit 1842 befanden sich seine Sammlungen in der Old State Hall (die später Geological Hall genannt wurde) und später im 1836 gegründeten New York State Geological and Natural History Survey. 
Hier wirkten unter anderem die Geologen Edward Hitchcock und Ebenezer Emmons; 1870 bis 1894 war James Hall Direktor. 1856 fand es seinen Platz in der eigens errichteten Geological and Agricultural Hall und wurde 1870 in New York State Museum of Natural History umbenannt. 1912 zog es in das neu gebaute State Education Building und 1976 ins Cultural Education Center (wo auch die New York State Library und die New York State Archives untergebracht sind).
1894 bis 1904 war Frederick Merrill Direktor, danach bis 1925 John Mason Clarke
Neben Fossilien, Tier- und Pflanzenpräparaten, Mineralien und Gesteinen präsentiert man unter anderem prähistorische Funde, zum Beispiel Töpfereierzeugnisse oder Relikte eiszeitlicher Jagd im heutigen Staat New York, Gebrauchsgegenstände der Irokesen (gesammelt insbesondere  von Lewis H. Morgan) und von New Yorker Shakern hergestelltes landwirtschaftliches Gerät und Mobiliar.
Außerdem gehört ein Fahrzeug von C. F. Weeber Manufacturing Works zur Ausstellung.